# Seder Olam Zoutta
Le Seder Olam Zoutta (סדר עולם זוטא Petit Ordre du monde) est une chronique anonyme, datant du premier quart du VIe siècle, appelée zoutta (c'est-à-dire petite en araméen) pour la distinguer d'une plus ancienne, le Seder Olam Rabba. Elle consiste en 2 parties : 
- la première partie traite de la chronologie des 50 générations s'étendant entre Adam et le roi Joaquin, le père de l'exilarque babylonien selon la chronique
- la seconde partie traite des 39 générations d'Exilarques qui commencent avec Joaquin.

## Résumé du Seder Olam Zoutta

### Généalogie des Exilarques
Chronique anonyme, appelé Zouta ("petites" ou "jeunes") pour la distinguer du Seder 'Olam Rabbah, plus ancien. Ce travail est basé sur l'ancienne chronique, qu'elle complète et continue dans une certaine mesure.
Il se compose de deux parties principales: la première, soit environ les trois cinquièmes de l'ensemble, traite de la chronologie de cinquante générations d'Adam jusqu'à Joachin (qui, d'après cette chronique, était le père de l'exilarque babylonien), la seconde traite de trente-neuf générations d'exilarques, en commençant par Joachin.
Il est évident que l'objet de ce travail était de montrer que les exilarques Babyloniens étaient descendants directs de David.
Après une brève introduction, tirée du Seder Olam Rabba, donnant la chronologie générale d'Adam à la destruction du Second Temple et indiquant le nombre d'années qui s'est écoulé entre les événements les plus importants, comme entre le Déluge et la confusion des langues, etc., la chronologie recommence avec Adam. Le Seder 'Olam Zouta est plus complet à ce stade que le travail plus ancien, car il donne la durée des générations entre Adam et Abraham, qui fait défaut dans le Seder 'Olam Rabbah. Il donne aussi la durée de vie de chacun des douze fils de Jacob enregistrée par la tradition. Sinon, il se borne à énumérer les générations.
À partir de David, il donne les noms des grands prêtres et les prophètes qui ont vécu au temps de chaque roi. Ainsi, par exemple, David avait comme grand prêtre Abiathar, et comme prophètes Nathan et Gad ; Salomon, qui monta sur le trône à l'âge de trois ans, avait pour grand-prêtre Sadoq, et comme prophètes Jonathan, Iddo et Achija de Silo.
Il complète la liste des grands prêtres énumérés dans I Chroniques (v. 34 et suivant). Entre Shallum (versets 38-39), qui officiait au temps d'Amon, et Azaria, qui a servi au temps de Roboam, il y a douze prêtres selon le Seder Olam Zouta. Mais dans I Chroniques, seuls cinq prêtres sont énumérées, et leurs noms ne se retrouvent pas tous parmi ceux proposés par le Seder Olam Zouṭa. L'auteur de l'ouvrage a divisé ces cinquante générations en cinq séries, chacune des dix générations, le dernier de chaque série étant, respectivement, Noé, Abraham, Boaz, Ahaziah, et Joaquin.

### Les descendants de Joachin
La deuxième partie de l'œuvre commence par l'affirmation que Joachin, qui ne régna que trois mois  et dix jours, a été emmené en captivité par Nabuchodonosor II (comp. II Rois xxiv. 8; II Chron. xxxvi. 9). Il lui fut ensuite donné un rang élevé par Evil-Merodach, devenant ainsi le premier prince de la Captivité.
Corrigeant le quelque peu confus compte généalogique de I Chroniques (iii. 17-19) la Seder 'Olam Zuta déclare que Joachin avait quatre fils, dont l'aîné était Shealtiel, qui succéda à son père.
Il vaut la peine de noter que, selon cette chronique, Darius conquit Babylone après avoir été « suprême » pour soixante-dix ans, en commençant par le règne de Nabuchodonosor, et cinquante-deux ans après la destruction du Premier Temple.
Zorobabel, fils de Shealtiel, qui partit pour Jérusalem dans la première année du règne de Cyrus II, revint à Babylone après que le Temple et les murs de Jérusalem aient été reconstruit par Esdras, et succéda à son père comme exilarque.
Ensuite, la chronique énumère les exilarques successifs, le récit étant en partie tiré de I Chroniques (iii. 16 et suivant), mais diffèrent considérablement de ce texte.
En fait, le premier, treizième, seizième, dix-huitième et dix-neuvième exilarques (le dernier étant Shaphat, le père de Anan), dont les vies s'étendent sur une période de plus de 600 ans, sont mentionnés dans I Chron. (lc)  non pas comme successeurs immédiats, mais comme des personnes liées, et appartenant à des groupes contemporains. Parfois aussi, le père en I Chroniques est le fils dans le Seder 'Olam Zuṭa
Avec la mort d'Aggée (Haggai), Zacharie (Zechariah) et Malachie (Malachi) — plus exactement, dans la cinquante-deuxième année de la domination perse, ou dans l'année 3442 de la Création — la prophétie a cessé et la période des Sages (ḥakamim) a commencé.
Comme le Seder 'Olam Rabbah cette chronique donne le règne des Hasmonéens et des Hérodes comme couvrant 103 ans chacune.
On peut dire que la dynastie hérodienne se composait, selon le Seder Olam Zuṭa, de trois rois seulement: Hérode, Agrippa, et Monobaze. À la fin du règne de Monobaze et pendant le temps du onzième Exilarque, Shechaniah, fils de Schemaeja, les Romains détruisirent le Temple.
En outre, à partir de Nahum, le dix-septième exilarque, les noms donnés sont  ceux des sages, probablement les chefs des académies talmudiques en Babylonie, qui assistent les exilarques. Avec Rab Huna, vingt-neuvième exilarque, la ligne masculine descendant directement de David est résiliée.
Les exilarques suivants sont déclarés comme ayant été descendants de Rab Huna par sa fille, l'épouse de rabbi Hanania, le chef de la yeshiva, dont le mariage est longuement relaté. 
Après avoir déclaré que Mar Zuṭra II, le trentième exilarque, a été exécuté dans l'année 478, et que son fils posthume Mar Zuṭra III se rendit, en l'an 4280 de la Création (= 520), en Palestine, où il devient chef du Sanhédrin, la chronique mentionne huit exilarques successifs, le dernier étant Rab Ḥaẓub, fils de Rab Phinehas. En dehors de certaines inexactitudes, cette partie contient de nombreux faits authentiques, et est donc considérée par les savants modernes comme un document de valeur historique On peut voir que la vie de trente et un exilarques couvrait une période de plus de 900 ans, en moyenne trois exilarques par siècle. Cela pourrait aider à déterminer le moment où le Seder Olam Zuta a été écrit, car le trente-neuvième Exilarque, selon cette estimation, aurait vécu à la fin du VIIIe siècle. Les ajouts des copistes, cependant, rendent cette tâche difficile.
Dans un fragment d'une chronique publiée par Neubauer ("MJC" i. 197) il y a une phrase, concernant le règne de Jean Hyrcan, qui se trouve dans le Seder 'Olam Zuṭa, mais qui se réfère au Seder 'Olam de-Rabbanan.
Lazarus (Brull "Jahrb." X. 8) suppose qu'après « de-Rabbanan » le mot « Sabura'e » devrait être inséré, comme une chronique connue sous le titre Seder Olam de-Rabbanan Sabura'e est mentionné par Baruch ben Isaac de Worms (en) (Sefer ha-Terumah, Hilkot Avodah Zarah, § 135) et par Moïse de Coucy (Sefer Mitzvot Gadol", ii. 866), en rapport avec la déclaration que l'année 4564 (= 804) était une année sabbatique. Cela conduit de nombreux savants modernes, comme Grätz, Steinschneider et Zunz à identifier les Seder Olam Zuta avec le Seder 'Olam de Rabbanan Sabura'e.

## Époque de la rédaction
Quant à la détermination du moment de sa rédaction, il a existé de nombreuses opinions différentes faisant autorités. Zunz a fait observer que la phrase citée par Baruch  ben Isaac et Moïse de Coucy en ce qui concerne l'année 804  (Voir ci-dessus) pourrait être le colophon de l'auteur — omis par le copiste — indiquant l'époque de la composition.
L'avis de Zunz a depuis été apparemment confirmé par un manuscrit du Seder Olam Zuṭa (Parme, De Rossi MSS., n ° 541, 10, publié par Solomon Schechter dans "Monatsschrift," XXXIX. 23 et suiv.) auquel manque l'introduction dont il est parlé ci-dessus, mais possède à la fin la phrase suivante : « D'Adam jusqu'à ce jour, qui est le onzième jour de Kislev de l'année sabbatique, 4564 années se sont écoulées » ce qui donne l'année 804.
Toutefois, un examen plus approfondi du texte semble montrer que l'énumération des huit exilarques suivants Mar Zuṭra III a été ajouté par deux mains tardives — six par l'une, et deux (Phinehas et Ḥaẓub), par l'autre — et donc que la chronique a été composée dans le premier quart du VIe siècle.
Pour les éditions et les traductions latines du Seder 'Olam Zuṭa (voir Seder Olam Rabba). Il faut ajouter que Abraham Zacuto a inséré dans son "Yuḥasin" la plus grande partie de cette chronique, son texte étant plus près de la vérité que n'importe quelle autre édition ou manuscrit. Le texte de Zacuto a été réédité par Neubauer dans ses "Mediæval Jewish Chronicles" (II, 67 et suiv.), où le texte de l'édition de Mantoue est également donnée. La deuxième partie, traitant des exilarques, a été modifié par Lazarus dans Brüll's "Jahrb." (X. 157 et suiv.).

## Remarques
Pour la Jewish Encyclopedia, il est évident que l'objet de ce travail est de montrer que les exilarques babyloniens étaient descendants directs du roi David. 
Selon le Seder 'Olam Zuṭa, la dynastie hérodienne se composait des : Hérode, Agrippa, et Monobaze. Cela ne veut pas dire que selon ce texte, il n'y a eu que trois rois en 103 ans. 
- Lorsque l'auteur parle d'Hérode il comprend le roi Hérode Ier le Grand ainsi que ses fils Hérode Archélaos, Hérode Antipas et Hérode Philippe II (notons que les romains n'ont d'ailleurs pas reconnu le titre de roi aux fils d'Hérode).
- Lorsqu'il parle d'Agrippa, l'auteur y inclus probablement Hérode Agrippa Ier, Hérode de Chalcis et peut-être aussi Hérode Agrippa II pour le début de son règne.
- Lorsqu'il parle de Monobaze, il pense probablement à Monobaze II.

Ce type de regroupement de l'ensemble des monarques sous le nom de la dynastie comme s'il s'agissait d'un seul roi se retrouve dans de nombreux textes antiques comme le Talmud, mais aussi chez des auteurs chrétiens comme Moïse de Khorène ou chez des Païens convertis comme Léroubna d'Édesse. Notons simplement que pour l'auteur, les Monobaze sont liés à la dynastie Hérodienne ce qui peut-être intéressant car on ignore de qui descendaient les membres de cette dynastie.
Pour l'auteur de la Chronique, les Romains détruisirent le Temple à la fin du règne de Monobaze et pendant le temps du onzième exilarque, Shechaniah, fils de Schemaeja.
Il est étonnant de voir que pour certains courants juifs les Monobaze ont été rois d'Israël, alors que l'histoire a retenu qu'ils étaient rois d'Adiabène, même s'ils se sont beaucoup investis en Judée, Galilée et Idumée pendant la première guerre judéo-romaine. Cela est d'autant plus étonnant que pour l'auteur, le Temple de Jérusalem a été détruit par les Romains à la fin du règne des Monobaze (en 70 selon les historiens, mais durant l'année 68/69 selon la chronique et la tradition juive,), alors qu'à cette époque le roi juif de la région était Hérode Agrippa II.
Pour l'auteur, Hérode Agrippa II est clairement un roi illégitime pendant la révolte juive et les rois légitimes d'Israël sont les monarques de la dynastie Monobaze: Monobaze II.

## Sources
- Cet article contient des extraits de la Jewish Encyclopedia de 1901–1906 dont le contenu se trouve dans le domaine public.